# Solter dubiosus
Solter dubiosus är en insektsart som beskrevs av Hölzel 1981. Solter dubiosus ingår i släktet Solter och familjen myrlejonsländor. Inga underarter finns listade i Catalogue of Life.